# Maso da San Friano
Tommaso Manzuoli, detto Maso da San Friano (Firenze, 4 novembre 1531 – Firenze, settembre/ottobre 1571), è stato un pittore italiano, artista del tardo manierismo.

## Biografia
Secondo il Vasari, Maso fu allievo di Pier Francesco Foschi, mentre, secondo il Borghini, di Carlo Portelli.
La pala con la Visitazione, dipinta nel 1560 per la chiesa di San Pier Maggiore a Firenze rappresenta la conclusione della sua fase giovanile e vi sono evidenti le derivazioni dal Rosso Fiorentino. 
Dopo il 1561 dipinse l’Assunzione di Ognissanti, e I'Incontro di Gioacchino e Anna in Santa Felicita, che attestano l'affermazione del pittore nell'ambiente fiorentino, confermata dalla sua partecipazione agli apparati per le esequie di Michelangelo nel 1564 e per le nozze di Francesco I de' Medici e Giovanna d’Austria nel 1565.
Il suo percorso si chiude con la partecipazione alla decorazione dello Studiolo di Francesco I nel 1571, per cui dipinge i due pannelli con Dedalo e Icaro e le Miniere di diamanti. Qui, come nelle pale d'altare e nei dipinti di piccolo formato il linguaggio di Maso è sempre attento agli effetti della luce, spesso visionaria, che sfida le figure, e si accosta nei risultati ai principi di comunicativa e di decoro ispirati dalla Controriforma.

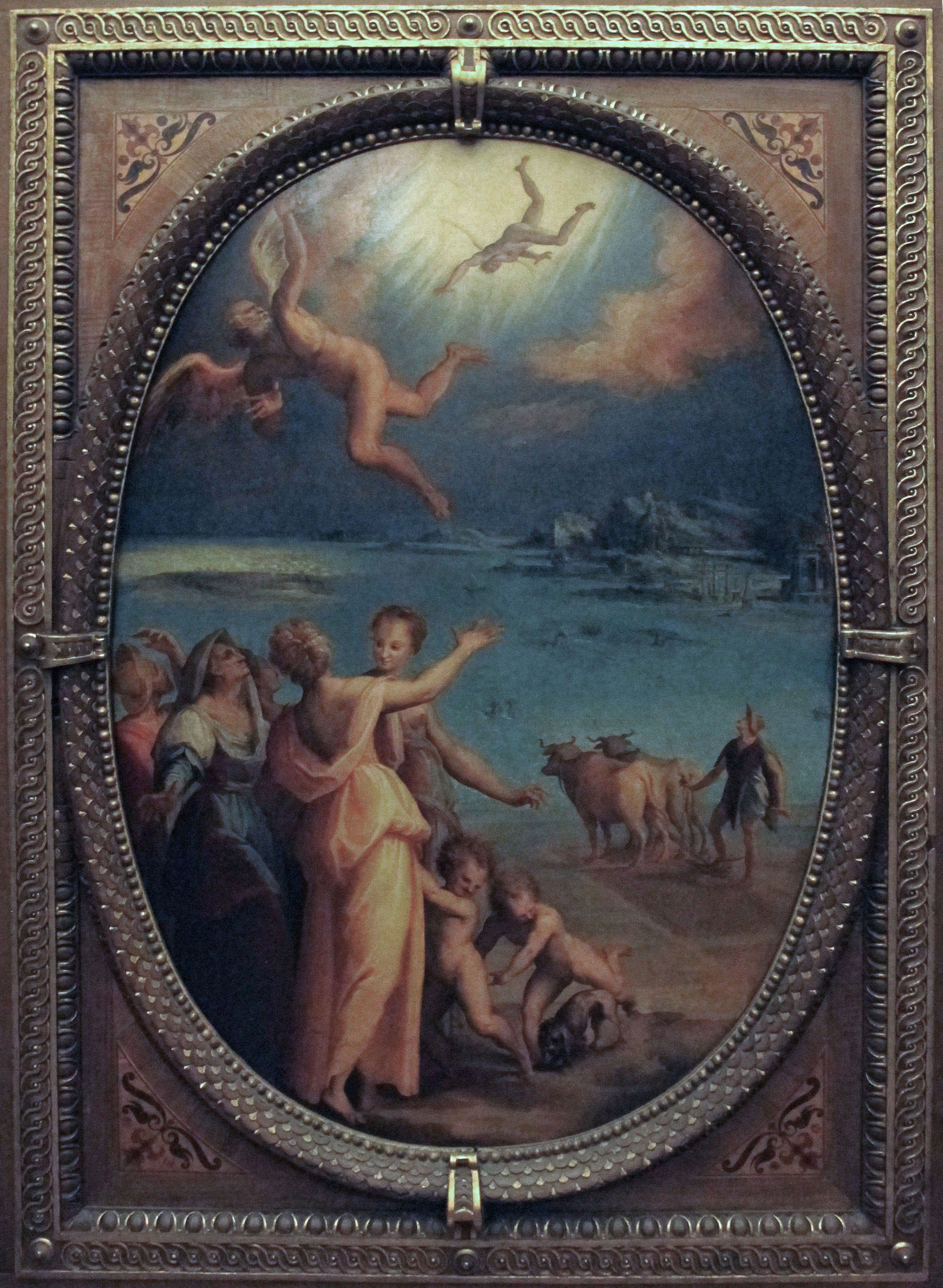
Maso da San Friano, Caduta di Icaro, Firenze, Palazzo Vecchio, Studiolo di Francesco I de' Medici

## Pittore dello Studiolo
Tra il 1570 e il 1571 vengono completati i due pannelli visionari per il cosiddetto Studiolo di Francesco I in Palazzo Vecchio a Firenze, vero e proprio testamento artistico del pittore. Coordinata da Giorgio Vasari, l'impresa collettiva di decorazione vide Maso impegnato sulla parete occidentale, dedicata all'elemento aria. Tra erudizione mitologica, simbolismo ermetico e forse anche allusioni magico-alchemiche, egli si attenne fedelmente al programma del pannello del registro superiore. La fonte primaria di riferimento per la Miniera di diamanti è stata la trattazione di Plinio sul cristallo. Derivato dalla solidificazione dell'umidità atmosferica raffreddata dai venti, è stato spesso accostato ai preziosi materiali dipinti da Maso, mentre uomini nudi li raccolgono sullo sfondo di una montagna aspra e scintillante, scalata con corde e ceste da altri cercatori. La bizzarra postura delle figure, con una mano legata dietro la schiena, sembra evocare le catene di Prometeo, celebrate nel soffitto dello studiolo e ricordate nella Storia Naturale proprio a proposito della passione dell'uomo per le gemme. La scena affollata e colorata in primo piano, dove uno dei nudi offre pietre a personaggi esoticamente vestiti, richiama la letteratura sulle Indie, in particolare Garcia da Orta, da cui il motivo trae ispirazione.